# Albert I, Prinț de Monaco
Albert I (n. 13 noiembrie 1848, Paris, Île-de-France, Franța – d. 26 iunie 1922, Paris, Franța) a fost al 10-lea Prinț de Monaco și al 10-lea Duce de Valentinois din 10 septembrie 1889 până la moartea sa.
Este cunoscut pentru că a dăruit locuitorilor din Monaco prima Constituție, și pentru explorările sale marine, fiind unul din foarte puținii monarhi care era și un oceanograf competent. 

## Primii ani
Născut Albert Honoré Charles Grimaldi la 13 noiembrie 1848 la Paris, a fost fiul lui Carol al III-lea, Prinț de Monaco (1818–1889) și a Contesei Antoinette de Mérode (1828–1864), o nobilă belgiană, mătușa maternă a Donei Maria Vittoria del Pozzo della Cisterna, regină consort a Spaniei.
Prințul Albert servește în marina spaniolă însă în timpul războiului franco-prusac se alătură marinei franceze, servește în flota Nordului, și obține gradul de locotenent de vas de război și crucea Legiunii de Onoare.
Are numai 22 de ani când începe să dezvolte interes în domneniul științei relativ nouă atunci numită oceanografie. După mai mulți ani de studiu, Albert a arătat ingeniozitatea lui și prin crearea unui număr de tehnici și instrumente utilizate pentru măsurare și explorare. Însoțit de cei mai mari specialiști în știința marină, a înregistrat numeroase studii și hărți oceanografice.
A fondat ceea ce avea să devină de renume mondial "Institutul Oceanografic" din Monaco, care a inclus un acvariu, un muzeu și o bibliotecă, plus facilități de cercetare în Paris. El a descoperit, de asemenea, Bancul Prințesa Alice a Insulelor Azore, în 1896 pe un sondaj oceanografic al zonei.
A înființat un institut de paleontologie umană la Paris.

## Căsătorii

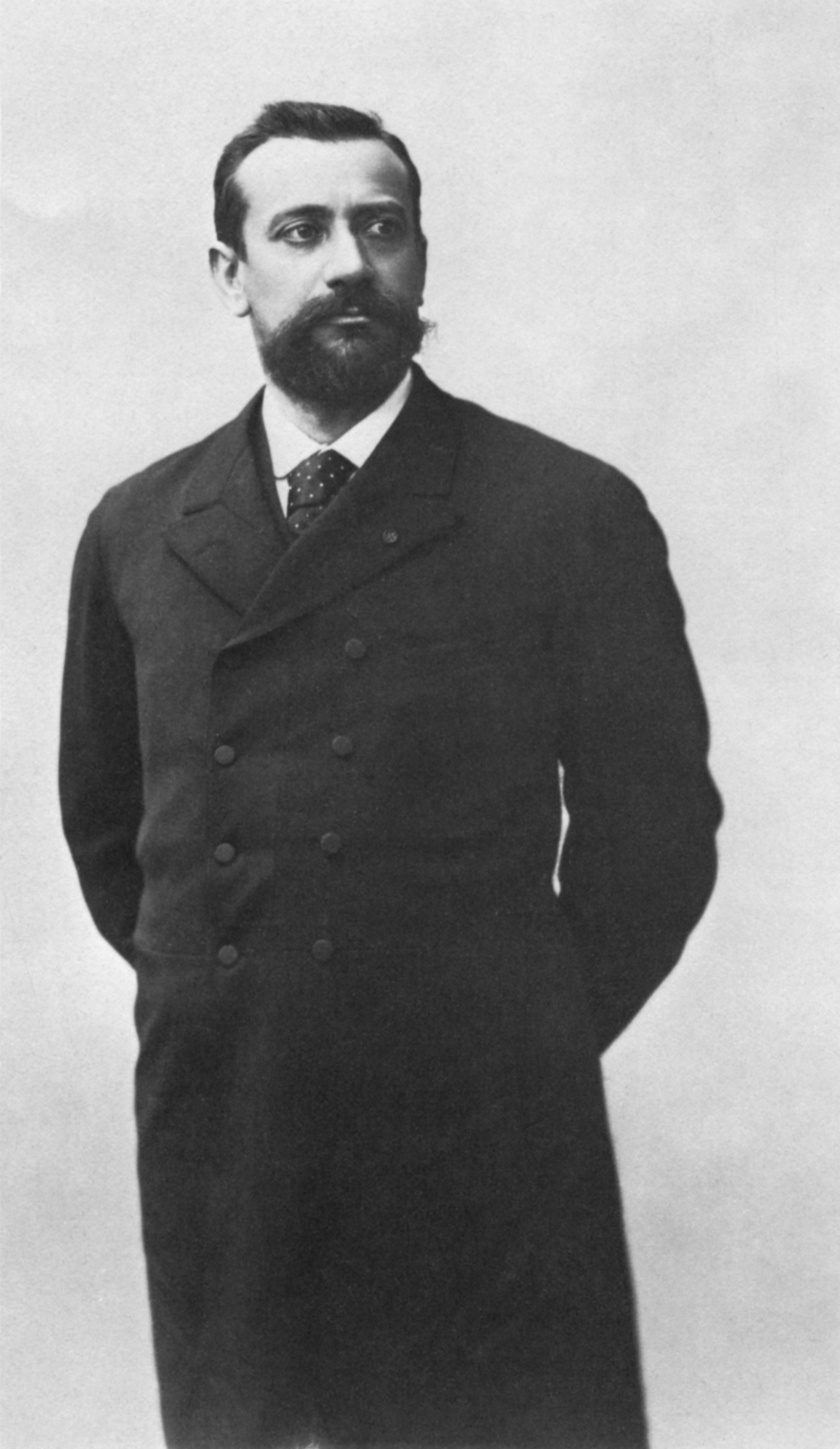
Albert I de Monaco

La 21 septembrie 1869 la castelul Marchais (care și astăzi este în posesia familiei Grimaldi), Prințul Albert s-a căsătorit cu Lady Mary Victoria Hamilton (1850–1922), fiica lui William Hamilton, al 11-lea Duce de Hamilton, și a soției lui, Prințesa Maria de Baden. Cuplul s-a întâlnit prima dată în august 1869 la un bal găzduit de împăratul și împărăteasa Franței. Căsătoria lor a fost aranjată de bunica lui Albert, Caroline.
Caroline încercase fără succes o căsătorie între Albert și Prințesa Mary Adelaide de Cambridge, verișoara primară a reginei Victoria și viitoarea mamă a reginei Regatului Unit, Mary de Teck. Eșecul nu a descurajat-o pe Caroline de la scopul ei și a cerut ajutorul împăratului Napoleon al III-lea al Franței și a împărătesei Eugénie.
Împăratul a încercat s-o convingă că regina Victoria era împotriva vreunei alianțe dintre membrii familiei ei cu familia Grimaldi, și i-a sugerat ca alternativă pe Lady Mary, verișoară de gardul trei a împăratului și sora bunului său prieten, al 12-lea Duce de Hamilton. Ca fiică a unui duce scoțian, Mary nu era de rang regal însă familia ei era bogată, cu multe conexiuni și înrudită prin sânge cu familia imperială franceză, prin bunica maternă Stéphanie de Beauharnais, fiica adoptivă a împăratului Napoleon  și verișoară de gradul doi cu mama împăratului Napoleon al III-lea. Cuplul s-a căsătorit la castelul Marchais la 21 septembrie 1869.
În mai puțin de un an de la căsătorie, s-a născut singurul copil al cuplului, Louis. Tânărei scoțiene de 19 ani, Mary, nu-i plăcea însă Monaco și la scurtă vreme a părăsit țara definitiv. Cuplul a divorțat și căsătoria a fost anulată la 28 iulie 1880; s-a făcut o dispoziție specială la Vatican pentru a-i permite lui Louis să rămână legitim în ochii bisericii.
În același an, fosta prințesă de Monaco s-a recăsătorit la Florența cu un nobil ungur, prințul Tassilo Festetics von Tolna, 1850-1933. Au avut un fiu și trei fiice; cea mai mare dintre fiice, Maria Mathilde, va deveni bunica paternă a designer-ului Egon von Fürstenberg și a Irei von Fürstenberg, o actriță europeană. 

## Ascensiune

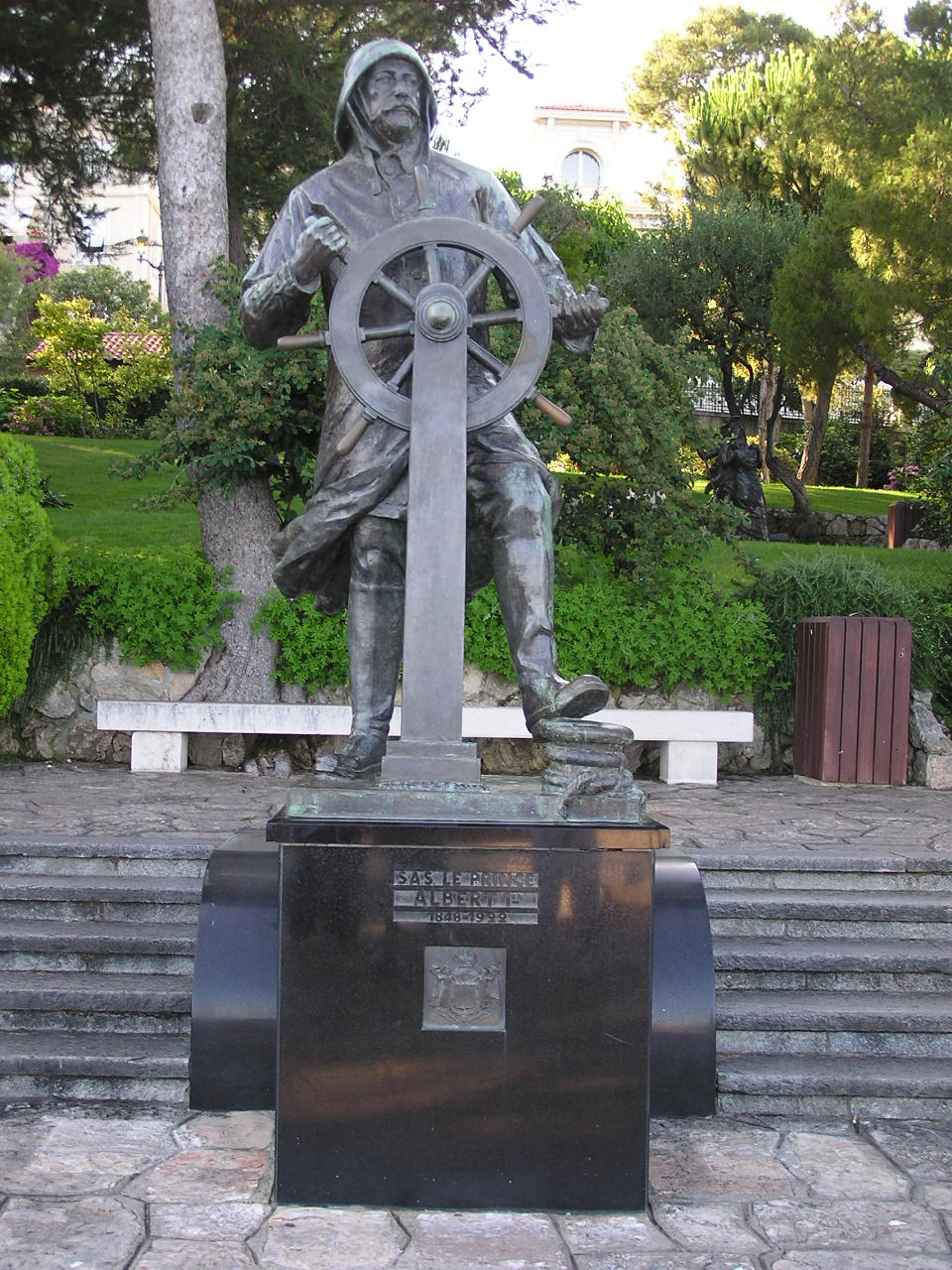
Statuie în Monaco reprezentându-l pe Albert I.

La 10 septembrie 1889, la moartea tatălui său, Albert i-a succedat la tron. În același an, la Paris, la 30 octombrie s-a căsătorit cu Ducesa de Richelieu, născută Marie Alice Heine (1858–1925). Tată Alicei era verișor cu poetul Heinrich Heine. Alice Heine s-a căsătorit cu Ducele de Richelieu și era la 21 de ani văduvă cu un fiu, Armand.
Căsătoria ei cu Prințul Albert s-a dovedit o binecuvântare egală atât pentru el cât și pentru micul principat de Monaco. L-a ajutat pe soțul ei să puna principatul pe o bază financiară solidă și și-a dedicat energia pentru a face din Monaco unul dintre cele mai mari centre culturale europene, cu operă, teatru, balet sub conducerea renumitului impresar rus Serghei Diaghilev.
În ciuda succesului inițial al mariajului, în 1902, Prințul Albert și Prințesa Alice s-au separat legal deși nu au divorțat; nu au avut copii. Potrivit autoarei Anne Edwards, acest lucru s-a datorat prieteniei prințesei cu compozitorul Isidore de Lara.  În aceeași ordine, curtezana Caroline Otero (La Belle Otero) care a fost prostituată de lux între 1893 și 1897 își amintește în memoriile ei că Albert nu era viril și avea dificultăți de erecție. Prințesa Alice a interzis-o pe La Belle Otero în principat în 1897 după ce a fost văzută cu soțul ei.
Prințul Albert I de Monaco a murit la 26 iunie 1922 la Paris și a fost succedat de fiul său, Louis al II-lea.